# Третьефронтовцы
Третьефро́нтовцы (лит. trečiafrontininkai) — участники литовского литературного объединения писателей левой политической ориентации, издававших в 1930—1931 литературный журнал «Трячас фронтас» (лит. «Trečias frontas»; «Третий фронт»).
В объединение входили Казис Борута (живший в то время за границей), Антанас Венцлова, Костас Корсакас, Йонас Шимкус, Бронис Райла, Пятрас Цвирка, позднее к нему примкнули Саломея Нерис, Валис Драздаускас и некоторые другие.
Третьефронтовцы считали себя представителями третьего поколения писателей, идущего на смену литовским символистам и «четырёхветровцам». Они критиковали официальную идеологию, клерикализм, застой в литовской литературной жизни. Большинству третьефронтовцев были присущи недовольство установившимся в Литве автократическим режимом Антанаса Сметоны, антифашистские настроения, симпатии к социализму. Вначале пропагандировали активизм (в данном случае понимаемый как активное участие художника в общественной жизни) и новый творческий метод неореализм (в данном случае синтез реализма, экспрессионизма и футуризма), стремясь идеологическую прогрессивность сочетать с модернизмом в поэтике. Затем последовал отказ от стихийного и подчас идеологически неопределенного бунтарства, от авангардистских формальных экспериментов. На смену пришла радикальная идеологизация, ориентация на марксистскую идеологию и пролетарскую литературу, переход к политической агитации и реалистической манере письма.
В советской критике и литературоведении третьефронтовцам придавалось значение единственно правильного и здорового течения в довоенной литовской литературе, своего рода ростка социалистической литературы, предшественника советской литовской литературы; преувеличивалось влияние третьефронтовцев на развитие литовской литературы.